# Тарханов, Иван Васильевич
Иван Васильевич Тарханов (1780, Углич, Ярославское наместничество — 1848, Углич, Ярославская губерния) — угличский портретист.
Сын угличского приходского священника Василия Андреевича Тарханова. Брат астронома Павла. Первоначальные знания в искусстве получил в Угличе у местных иконописцев. Работал там же. Коллежский регистратор (1820-е).
Типичный провинциальный живописец первой половины XIX века. Известно около тридцати его портретов угличских горожан: купцов, мещан и дворян — семьи Протопоповых, Шапошниковых, Суриных, Зиминых и другие; в основном они находятся в собрании Угличского музея-заповедника. Также имеется три портрета жителей Ярославля — Куклинских и Рытовой — в Ярославском музее-заповеднике, и два портрета жителей Рыбинска — Буториных — в Рыбинском музее-заповеднике. Четыре портрета есть в собрании Государственного Эрмитажа. Автопортрета не оставил.
В 1980-е годы, благодаря Савве Ямщикову, картины показывались на выставках в Ярославле, Костроме, Москве, Ленинграде, а также в Германии и Югославии.
Современный художник и иконописец Евгений Петухов написал портрет Тарханова.